# 金子徳好
金子 徳好（かねこ とくよし、1924年7月24日 - 2007年11月26日）は、反戦活動家・平和活動家・ミニコミ研究家である。
東京都渋谷区出身。

## 来歴・人物
東京都渋谷区に生まれる。東京高等農林学校（現・東京農工大学）中退。
戦後渋谷でローカル新聞を主宰。労組書記（全銀連）を経て、日本機関紙協会勤務。
1965年、「アメリカはベトナムから手をひけ」を書いたゼッケンをつけて8年間にわたり通勤。その記録として『ゼッケン8年』（朝日新聞社）を1974年に刊行している。
1981年10月には核廃絶を訴え再びゼッケン通勤を始め、1984年の広島原爆忌まで続けられた。
退職後は地域のミニコミに力を入れ、地域からの平和運動を研究・促進。港区長選挙に立候補経験がある（落選）。
2007年11月26日、三鷹市の病院で心筋梗塞により死去。83歳没。

## 親族
妻・金子静枝は切り絵作家。徳好が文章、静枝が切り絵の画文集『東京わが町』『きり絵でつづるある夫婦の戦後史』などを出版。長男・金子修介は映画監督。次男・金子二郎は脚本家。

## 著書
- 『ぼくは組合1年生』、丹下洋一共著、新興出版社、1963年
- 『ゼッケン8年』、朝日新聞社、1974年
- 『きり絵でつづるある夫婦の戦後史』、金子静枝共著、日中出版、1977年
- 『反核でゼッケン』、草友出版、1982年
- 『ミニコミ道場 - その発想法から編集方法まで』、草友出版、1982年
- 『自分たちのネットワーキング - メディアのつくり方』、広樹社、1987年 ISBN 488223114X
- 『東京わが町 - きりえ画文集』、金子静枝共著、新日本医学出版社、1993年 ISBN 4880230227
- 『東京わが町 - きりえ画文集 (続)』、金子静枝共著、新日本医学出版社、1995年 ISBN 4880230456